# Латвійський рубль
Латвійський рубль (латис. Latvijas rublis) — офіційна валюта Латвії з 22 березня 1919 року до 3 серпня 1922 року та з 7 травня 1992 року до 5 березня 1993 року. Рівнявся латвійський рубль 100 копійкам. В період 1992—1993 рр. латвійський рубль мав ще й іншу назву в період 1992—1993 — репшик, отримавний назву за прізвищем президента банку Ейнара Репше.

## Історія

### 1919—1922
Під час німецької окупації 1917—1918 рр, а також після проголошення Незалежності в 1918 році, на території країни довгий час були в обігу Німецькі ост-рублі та ост-марки, німецькі кризові нотгельди, російські царські рублі а також векселі муніципальних міст. 22 березня 1919 Тимчасовий уряд Латвії на чолі з недовговічним прогерманським керівником уряду Андрієвсом Нієдрою виніс рішення про випуск власної валюти — рубля, який рівнявся 100 копійкам та був прирівняним до 1 ост-рубля, 1½ рубля Російської імперії, 2 ост-марок. В обігу з'явилися купюри номіналами 5, 10, 25 і 50 копійок і 1, 5, 10, 25, 50, 100 та 500 рублів. Наприкінці 1919 року уряд очолив Карліс Улманіс і ним було прийняте рішення продовжувати випуск купюр без змін, лише з новими підписами. Автором дизайну купюр був Юліс Мадерніекс. 3 серпня 1922 році уряд оголосив про зміну латвійського рубля на лат, де 50 колишніх рублів стали дорівнювати 1 лату.

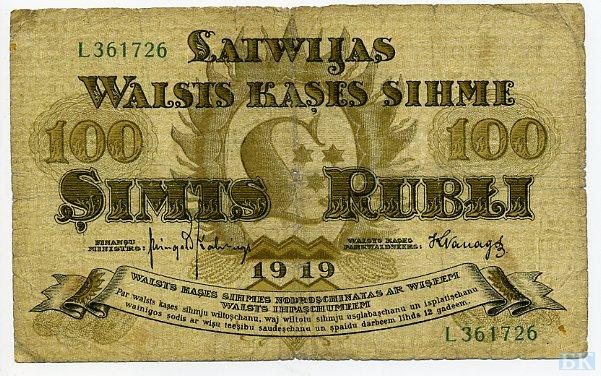
100 рублів, 1919 (аверс)
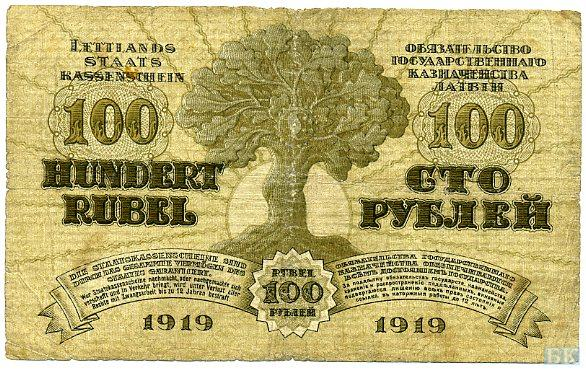
100 рублів. 1919 (реверс)
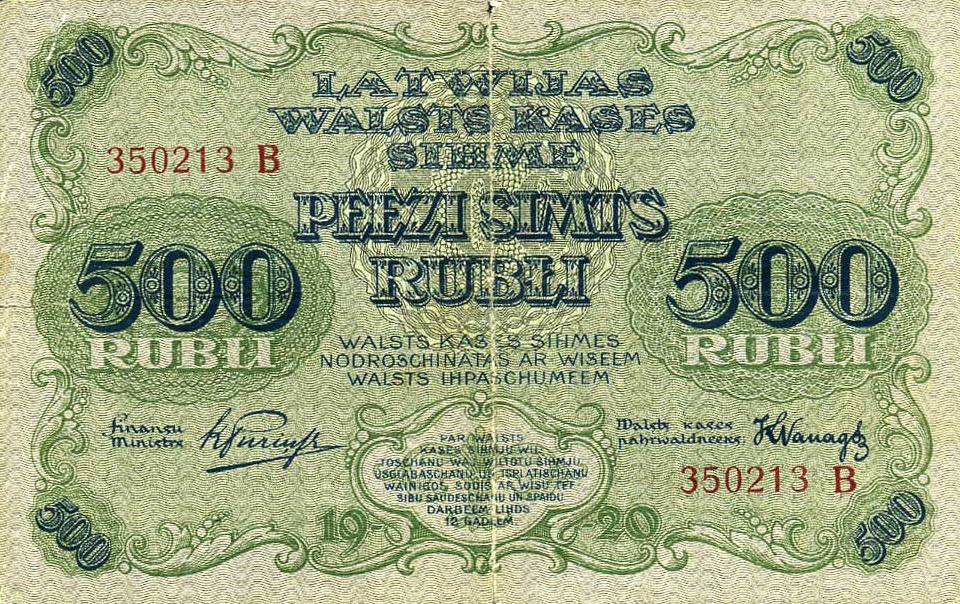
500 рублів, 1919 (аверс)
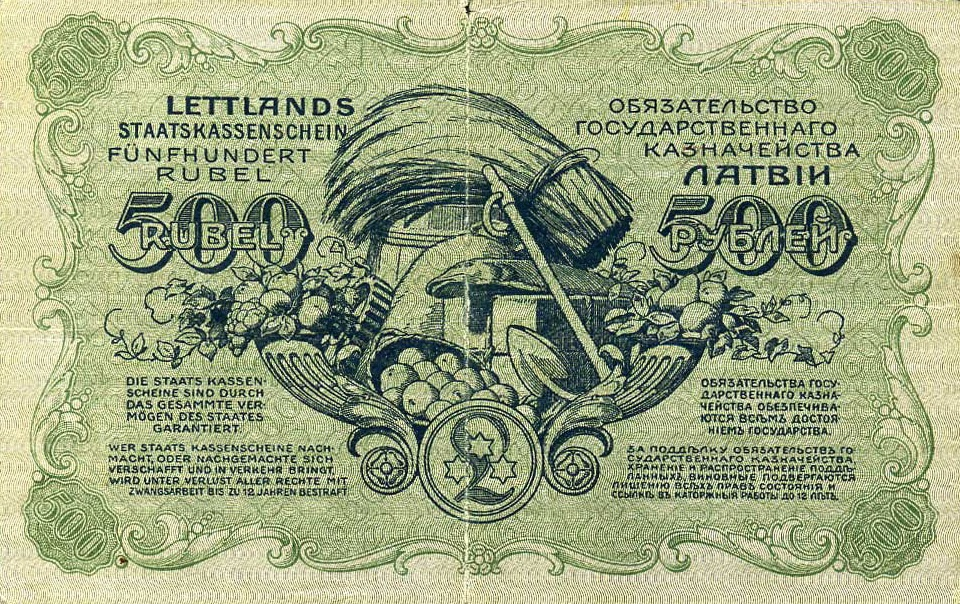
500 рублів, 1919 (реверс)

### Ризькі бони

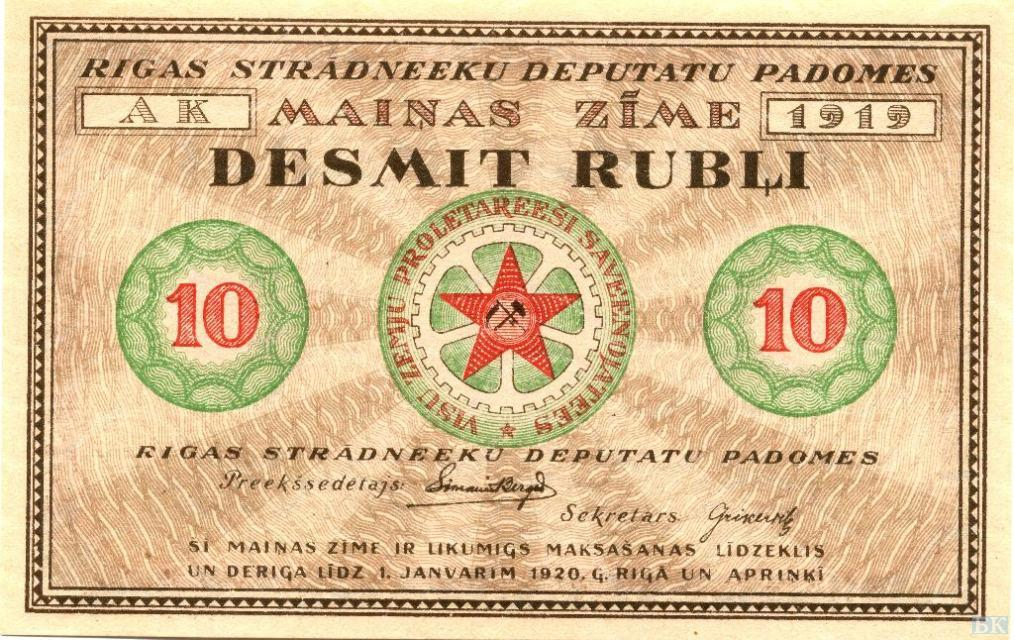
10 рублів, 1919, Розмінний грошовий знак

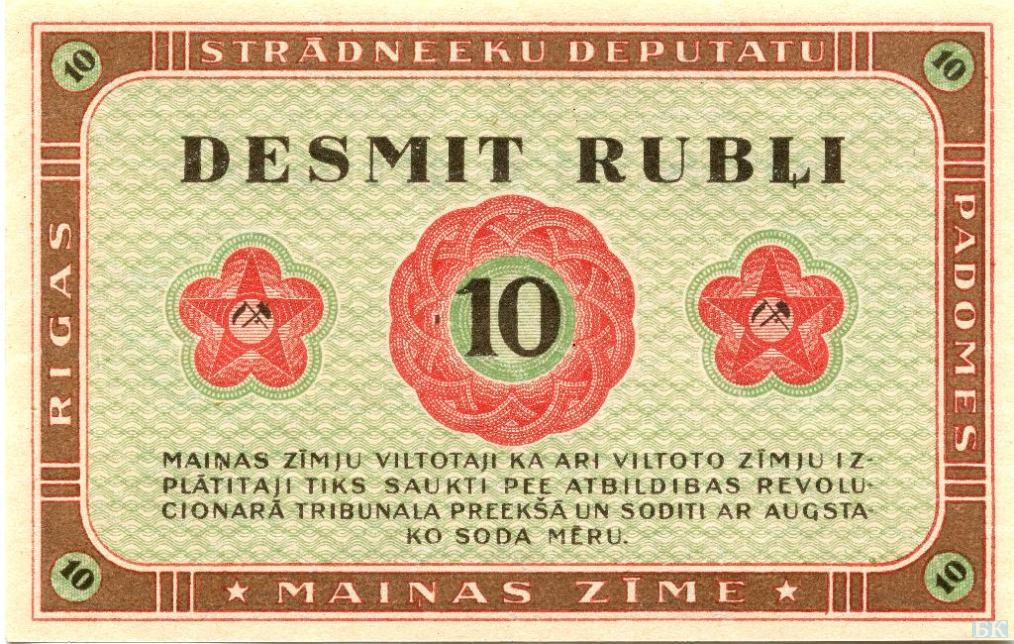
10 рублів, 1919, Розмінний грошовий знак (реверс)

В зв'язку з тим, що грошових купюр було випущено невелику кількість, уряд дозволив місту Ризі випустити розмінні грошові знаки номіналами в 1, 3, 5 та 10 рублів на суму 20 мільйонів латвійських рублів. На всіх купюрах розміщувався герб: молот та коса на червоній зірці й девіз латвійською мовою: Пролетарії всіх країн, єднайтеся. При виготовленю купюр використовувався папір німецької якості. У травні 1919 року, уряд очолюваний Андрієвсом Нієдрою, зайняв місто. 22 травня 1919 року було оголошено всі купюри недійсними і вилученими з обігу. Із залишків паперу з водяними знаками було вирішено пустити його на виготовлення поштових марок.

### 1992—1993

500 латвійських рублів зразка 1992 року

500 латвійських рублів зразка 1992 року

2 серпня 1990 року Верховною Радою Латвійської РСР було прийняте рішення про відновлення Банку Латвії. Після відновлення незалежності Латвії у 1991 році стало помітним наскільки постраждала економіка країни від поточного платіжного засобу радянського рубля. Крім того потік грошових коштів і нестача грошових знаків в країні перевищувало кількість ввезених радянських рублів на 122 мільйони (5,9 %) станом на початок 1992 року, а вже в квітні цього ж року не вистачало 686 мільйонів радянських рублів (29,2 %). 4 травня 1992 року уряд Латвії приймає рішення про власні купюри. Були віддруковані купюри номіналами 1, 5, 20, 50, 200 та 500 латвійських рублів, а пізніше й купюри номіналами в 2 і 10 рублів. Обмін радянських рублів на латвійські рублі відбувався по співвідношенню 1:1 і до 20 червня 1992 знаходилися в обігу обидві валюти. Дизайнер нових купюр — Кирило Смєлковс (латис. Kirils Smelkovs). 5 березня 1993 на зміну латвійському рублю прийшов лат. Латвійський рубль обмінювався за курсом 200 рублів за 1 лат.